# Накахара, Тюя
Тюя Накахара (яп. 中原 中也 Накахара Тю:я, 29 апреля 1907 — 22 октября 1937) — японский поэт и переводчик поэзии французского символизма на японский. Относится к числу наиболее значительных поэтов Японии XX века. Переводился на русский язык.

## Детство и юность
Тюя Накахара родился в городе Ямагути в 1907 году в провинциальной семье военного врача. В 1909 году отец был переведён в Хиросиму, а в 1912 году — в Канадзаву, куда вместе с ним перебиралась и вся семья. После того, как в марте 1914 года отец был направлен отбывать службу в Корею, семья вернулась в Ямагути, где Накахара поступил в школу. В 1915 году из-за болезни умер младший брат Накахары, и тот под влиянием пережитого стресса начал писать стихи. Первая публикация стихов пришлась на 1920 год, когда несколько его танка были напечатаны в местных журналах. В 1923 году Накахара переехал в Киото, где поступил на филологический факультет университета Рицумэйкан. Занятия там, однако, вскоре забросил. Позднее перебрался в Токио. Там в 1933 году он окончил факультет французского языка Токийской школы иностранных языков.

## Литературная карьера
Поначалу образцом для Накахары была японская поэзия традиционной формы танка, но позднее (уже в подростковые годы) его стали привлекать современные формы, которые отстаивали дадаистские поэты Синкити Такахаси и Таро Томинага.
После переезда в Токио Накахара повстречался с Тэцутаро Каваками и Сёхэем Оокой. Совместно они начали выпуск поэтического додзинси «Хакутигун» («Идиоты»). Накахара подружился с влиятельным литературным критиком Хидэо Кобаяси, познакомившим Накахару с поэзией французского символизма, творчеством Артура Рембо и Поля Верлена, которые оказали на него огромное влияние. Накахара, подражая французским поэтам, начал вести «богемную жизнь».
Поэт использовал традиционные 5- и 7-сложные японские формы стихосложения, характерные для хайку и танка, но часто привносил в них изменения, чтобы сохранить ритм и добиться музыкального эффекта. Несколько его стихотворений были использованы в качестве текстов песен, что ещё больше подчеркнуло их музыкальность.
При жизни поэта его стихи были отвергнуты многими издателями, и признание он получил в основном в лице более мелких литературных журналов, включая Ямамаю, который он основал совместно с Хидэо Кобаяси (хотя неожиданно журналы «Сики» и «Бунгакукай» также «снизошли» до публикации одной из его работ). Накахара оставался близким другом Кобаяси в течение всей своей жизни, несмотря на то обстоятельство, что его подруга ушла к Кобаяси вскоре после знакомства с последним.
Накахара вступил в брак, и у него родился первый сын, который умер в возрасте двух лет от туберкулеза. Это повергло поэта в глубокий психологический кризис, из которого он так окончательно и не вышел до конца жизни. Множество его более поздних произведений оставляют впечатление, что они написаны под влиянием трагедии и чтобы облегчить невероятный шок, который он пережил.
Накахара умер в возрасте 30 лет от менингита. При его жизни был опубликован только один сборник его поэзии, «Песнь козерога» (山羊の歌, 1934); сборник был выпущен тиражом 200 экземпляров на личные средства. Следующий сборник, «Песни былых дней» (在りし日の歌), Накахара подготовил к публикации незадолго до своей смерти.
При жизни Накахара не считался поэтом массовой культуры, но его стихи имеют широкое и возрастающее влияние по сегодняшний день. Накахара в настоящее время изучается в школах Японии, а его портрет в шляпе, на котором он как бы отрешенно глядит в пустоту, широко известен. Хидэо Кобаяси, которому Накахара перед своей смертью передал рукопись «Песен былых дней», способствовал посмертному признанию поэта, а Сёхэй Оока собрал и отредактировал Полное собрание сочинений Тюи Накахары, в которое вошли неизданные стихи, дневниковые записи и большое количество писем.

## Место в современной культуре
- Городом Ямагути при поддержке издательств Seidosha и Kadokawa Shoten в 1996 году в память о поэте была учреждена Литературная премия имени Тюи Накахары. Премия вручается ежегодно автору выдающегося поэтического сборника в жанре гэндайси. Основной критерий — «свежесть мироощущения» (синсэн-на канкаку), которая пронизывает поэзию Накахары. Победителю вручается денежный приз размером в 1 миллион иен и бронзовая статуэтка Накахары (до 2006 года удостоенный премии сборник переводился на английский язык).
- Современный японский фолк-певец Кадзуки Томокава записал альбом «Не утихающие во мне стихи» (俺の裡で鳴り止まない詩), в качестве всех текстов песен которого использована лирика Накахары. К творчеству Накахары Томокава неоднократно обращался и в ряде других своих произведений.

### Переводы произведений
- Nakahara, Chuya. (Beville, Ry. Trans.), Poems of Days Past (Arishi hi no uta). American Book Company (2005). ISBN 1-928948-08-1 (английский)
- Nakahara, Chuya. (Beville, Ry. Trans.), Poems of the Goat. American Book Company (2002). ISBN 1-928948-08-1 (английский)

### Исследования творчества
- Долин, А. История новой японской поэзии. Т.2: Революция поэтики. — СПб.: Гиперион, 2007. — С. 150—161. — ISBN 978-5-89332-135-7..
- Thunman, Noriko. Nakahara Chuya and French symbolism. University of Stockholm (1983). ISBN 91-7146-314-3 (английский)
- Kurahashi, Ken’ichi. Shinso no jojo: Miyazawa Kenji to Nakahara Chuya (Miyazawa Kenji ron sosho). Yadate Shuppan; (1992). ISBN 4-946350-02-0 (японский)